# Ronnie Masterson
Pour les articles homonymes, voir Masterson.
Ronnie Masterson, née le 4 avril 1926 à Dublin et morte le 10 février 2014 (à 87 ans) à Rush, est une actrice irlandaise. Elle est notamment connue pour son rôle de Grandma Sheehan, dans le film Les cendres d'Angela. Elle est la cofondatrice de Old Quay Productions avec son mari, l'acteur Ray McAnally.

## Biographie
Elle se lance dans une carrière d'actrice en se formant à l'Abbey Theatre de Dublin, où elle fait ses premiers pas sur scène en 1944 et rencontre son futur époux, Ray McAnally, avec qui elle se marie l'année suivante. 
Ils fondent ensemble Old Quay Productions, qui présente de nombreuses pièces de théâtre, dont Qui a peur de Virginia Woolf ?  et  The Odd Couple. Par ailleurs, Ronnie se produit à l'occasion du Festival international d'Édimbourg, ainsi que dans plusieurs productions du Dublin Theatre Festival.
Ronnie Masterson joue son premier rôle au cinéma en 1988 dans le film The Dawning. Son rôle le plus marquant est celui de Grandma Sheehan dans Les cendres d'Angela, en 1999.
Elle meurt à Rush le 10 février 2014, âgée de 87 ans.

## Filmographie non exhaustive
- 1988 : The Dawning : Bridie
- 1990 : Fools of Fortune de Pat O'Connor : Mrs Flynn
- 1999 : Les cendres d'Angela : Grandma Sheehan
- 2003 : Bloom
- 2012 : Byzantium : vieille dame dans l'hôpital